# Sempervivum zeleborii
Sempervivum zeleborii är en fetbladsväxtart som beskrevs av Heinrich Wilhelm Schott. Sempervivum zeleborii ingår i släktet taklökar, och familjen fetbladsväxter. Inga underarter finns listade i Catalogue of Life.